# Internazionali d'Italia 1952
Gli Internazionali d'Italia 1952 sono stati un torneo di tennis giocato sulla terra rossa. È stata la 9ª edizione degli Internazionali d'Italia. Sia il torneo maschile sia quello femminile si sono giocati al Foro Italico di Roma in Italia.

## Campioni

### Singolare maschile
Frank Sedgman ha battuto in finale  Jaroslav Drobný con il punteggio di 7–5, 6–3, 1–6, 6–4

### Singolare femminile
Sue Partridge  ha battuto in finale  Pat Harrison con il punteggio di 6–3, 7–5

### Doppio maschile
Jaroslav Drobný /  Frank Sedgman  hanno battuto in finale   Gianni Cucelli /  Rolando Del Bello con il punteggio di 3–6, 7–5, 3–6, 6–3, 6–2

### Doppio femminile
Nell Hopman /  Thelma Coyne Long  hanno battuto in finale  Nicla Migliori /  Vittoria Tonolli  6–2, 6–8, 6–1

### Doppio misto
Arvilla McGuire /  Kurt Nielsen  hanno battuto in finale  Maria-Josefa De Riba / Eugenio Migone  4–6, 6–3, 6–3